# Hrt (pas)
Hrt je pasmina domaćih pasa. Ovaj lovački pas, koji lovi prvenstveno vidom i brzinom, uzgojen je za jurenje plijena i za utrke hrtova. Zovu ga i engleski hrt. Otkako je usvajanje umirovljenih trkaćih hrtova postalo široko rasprostranjeno, pasmina je doživjela porast popularnosti kao kućni ljubimac.
Prema Merriam-Websteru rječniku, hrt je "bilo koja pasmina visokog, vitkog, gracioznog psa glatke dlake koju karakterizira brzina i oštar vid", kao i "bilo koji od nekoliko srodnih pasa", poput talijanskog hrta.
To je nježna i inteligentna pasmina čija kombinacija dugih, snažnih nogu, dubokih prsa, savitljive kralježnice i vitke građe omogućuje postizanje prosječne trkaće brzine od preko 64 km/h. Hrt može postići punu brzinu od 70 km/h unutar 30 m, putujući gotovo 20 m/s tijekom prvih 250 m utrke.
Mužjaci su obično visoki 71 do 76 cm u grebenu i prosječno teže od 27 do 40 kg. Ženke su obično manje, s visinom ramena u rasponu od 66 do 71 cm i težinom od 25 do 34 kg, iako težina može biti niža od prosjeka. Hrtovi imaju vrlo kratku dlaku, koja se lako održava. Postoji oko trideset priznatih boja dlake, od kojih se inačice bijele, tamnosmeđe, žutosmeđe, crne, crvene i plave (sive) mogu pojaviti pojedinačno ili u kombinaciji. Hrtovi su dolihocefalični, s lubanjom koja je relativno dugačka u usporedbi s njezinom širinom i izduženom njuškom.

## Galerija
- Engleski hrt
- Hrt pri spavanju.
- Utrka hrtova
- Hrt u trku na utrci